# United Football Club
El United Football Club (árabe; نادي يونايتد لكرة القدم) es club de fútbol de la ciudad de Dubai en Emiratos Árabes Unidos, fue fundado el 1 de septiembre de 2022. Actualmente se desempeña en la UAE First Division League, segunda división del fútbol emiratí.

## Historia

### Temporada 2022-23
El United FC hizo todo lo posible para ascender a la Primera División de los Emiratos Árabes Unidos. El club invitó a algunos jugadores y entrenadores nuevos, que crearon nuevas tácticas para el equipo. La dirección se fijó metas altas y el equipo empezó a mostrar un gran rendimiento.
El United FC se convirtió en uno de los favoritos para ascender. Sin embargo, el final de la temporada fue bastante dramático. Tres clubes: Gulf United FC, Fleetwood United FC y United FC tuvieron la oportunidad de jugar en la Liga de Primera División de los EAU en la temporada siguiente. Los dos últimos partidos fueron realmente importantes para el United FC, donde el club venció al Fleetwood United FC y al Al-Hilal United FC.
El United FC terminó la temporada en el segundo puesto con la mejor puntuación ofensiva y defensiva de la liga. El club comenzó y terminó la segunda mitad de la temporada sin perder ningún partido.
Tras el ascenso, el United FC disputó varios partidos amistosos contra clubes locales de la UAE Pro League. El equipo mostró lo mejor de sí contra el campeón de la temporada 2022-2023, el Shabab Al Ahli Club, el club con más campeonatos, el Al Ain, y el campeón de la copa de 2023, el Sharjah Football Club.
En junio de 2023, el club fue a Moldavia y pasó el campamento de verano en la base de fútbol del FC Sheriff Tiraspol. El United FC jugó algunos partidos amistosos contra algunos equipos profesionales moldavos, como Milsami Orhei, FC Petrocub Hîncești, CSF Bălți, FC Florești, la selección sub-19 de Moldavia, FC Saxan y el FC Dinamo-Auto Tiraspol.
Después del verano, el equipo regresó a Dubai y continuó su preparación para la Liga de Primera División de los Emiratos Árabes Unidos. El club jugó un partido amistoso contra la selección nacional de fútbol de Turkmenistán 
 en octubre de 2023. A principios de enero de 2024, el United FC jugó otro partido amistoso contra el equipo de Letonia, el Riga FC.
Durante la ventana de transferencia se hicieron muchos cambios. Llegó el nuevo director técnico Jean Marc Nobilo. También muchos especialistas franceses notables comenzaron a trabajar con el United FC. El club también fichó a Marcelo Torres, Lucas Lima y Imade Osarenkhoe. Además, extendió los contratos de Pape Gueye Asensio, que fue el máximo goleador de la temporada pasada y Moussa Ouedraogo, que fue elegido MVP del United FC por el equipo.

## Palmarés
- UAE Second Division League
  -  Subcampeón (2022-23)[4]